# Soledad Pérez Domínguez
María Soledad Pérez Domínguez (Madrid, 15 de octubre de 1958) es una periodista y política española del PSOE diputada en el Congreso por la circunscripción de Badajoz desde el año 2000.

## Biografía
Nació el 15 de octubre de 1958 en Madrid y ejerció como periodista no titulada en Televisión Española, radio y prensa. Afiliada al PSOE, fue portavoz de la Junta de Extremadura entre 1989 y 1998 y secretaria primera de la Asamblea de Extremadura entre 1998 y 2000. También fue directora de la Universidad Popular de Azuaga. En las elecciones generales de 2000 fue en las listas de su partido por la circunscripción electoral de Badajoz y obtuvo el escaño de diputada, repitiendo en las de 2004, 2008 y 2011.